# Papus (Toulouse)
Pour les articles homonymes, voir Papus (homonymie).
Papus [papys] est un quartier de Toulouse, situé sur la rive gauche, entre Bagatelle et Tabar. Il est intégré au sein du quartier prioritaire « Grand Mirail ».

## Histoire
Son nom vient d'une ancienne ferme, terres situées en Ardenne basse, comprises dans le gardiage de Toulouse (c'est-à-dire qu'elles sont du ressort juridique des Capitouls) et dépendantes, d'un point de vue féodal, du monastère de la Daurade. Cette ferme est reliée aux Papus, une famille de commerçants toulousains, dès la fin du XVe siècle. Les archives mentionnent un probable agrandissement de propriété avec Pierre Papus, qui fut nommé capitoul en 1528. Papus est cité comme une grande propriété noble jusqu'à la Révolution Française, appartenant sur le cadastre de 1680 à M. Trouette.
La ferme reste un domaine agricole laitier important jusqu'au milieu du XXe siècle, lorsque l'ONIA rachète certaines terres afin de construire un parc immobilier. La zone perd son caractère rural dès l'installation, à proximité, de l'usine ONIA (ancien nom d'AZF), Office National Industriel de l'Azote dont la production débute en 1927.
En 1941 une Maison des Étudiants a été créée à proximité de la ferme. Le journaliste de La Dépêche du Midi écrivait le 24 mai et le 29 juin 1941 « Cette cité sera certainement l'une des plus belles de France et des plus confortables. [;] les conditions d'admission étaient, socialement remarquables ». Malheureusement, ce chef-d'œuvre, réquisitionné par l'occupant nazi le 19 août 1944 a été incendié volontairement. Des réparations furent entreprises en 1946 sur la partie encore viable des pavillons.
La production augmente après la Seconde Guerre mondiale et la direction lance un programme de construction pour loger à proximité de l'usine ses ouvriers. En 1948, l'ONIA crée la Société HLM de Papus; et le 12 mais 1949, la Société Anonyme d'Habitations à Bon Marché obtient le projet de lotissement de la cité Papus (allée de Guyenne aujourd'hui).
C'est le début de la cité de Papus, avec des petits immeubles de trois étages pour les ouvriers et des résidences pavillonnaires pour les cadres, œuvre des architectes Joachim et Pierre Genard.
La cité se développe jusque dans les années 1980 (école, commerces ...) tout en conservant des espaces verts importants et une mixité architecturale. 

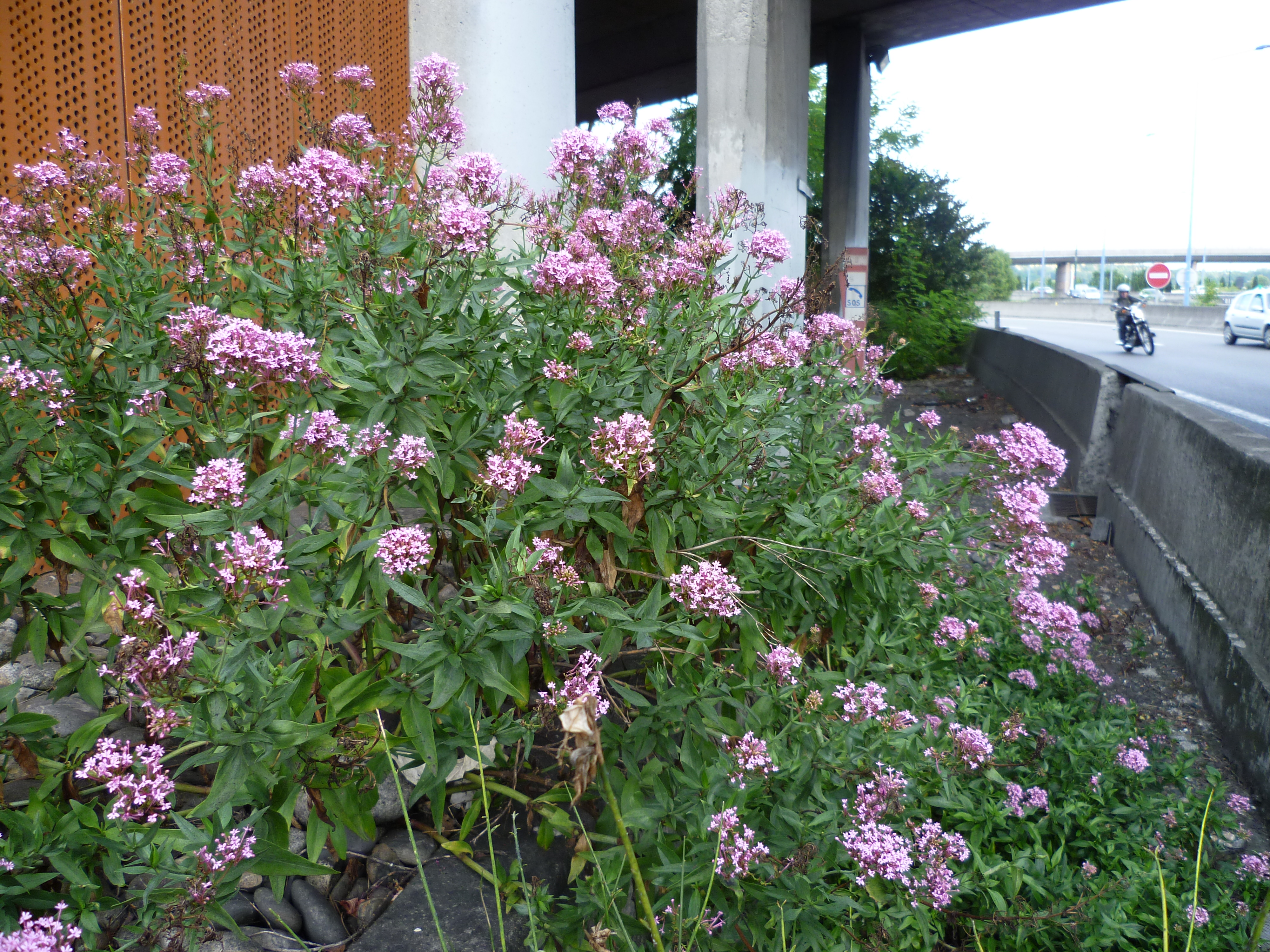
Papus, quartier fleuri : Des centranthes sauvages au bord du périphérique

Cet ensemble, la nature ouvrière de la cité en fait aujourd'hui un quartier bien plus calme que la cité de Bagatelle ou du Mirail. Ce quartier a été très touché par l'explosion d'AZF, matériellement et psychologiquement, de nombreux résidents ont travaillé de près ou de loin dans cette usine.

## Situation
Le quartier est délimité par la rocade ouest au sud et à l'ouest, la voie ferrée de la ligne de Saint-Agne à Auch à l'est, et au nord par l'allée de Guyenne, du Rouergue et la rue de Fourcade.
Il fait partie du grand Mirail et est entouré des quartiers de Croix de Pierre à l'est, la Faourette au nord, et la Reynerie à l'ouest.

## Voies de communications et transports

### Transports en commun
- Gallieni-Cancéropôle
  - TER Occitanie
  - 11121352

### Axes routiers
Le quartier est traversé par la route de Seysses, un axe secondaire majeur entre la ville homonyme et Toulouse.
Il est accessible par :
- Autoroute A620 (rocade ouest) : Accès no 25 (Langlade) et no 26 (La Faourette)